# (10445) Coster
(10445) Coster ist ein Asteroid des Hauptgürtels. Er wurde am 29. September 1973 von den niederländischen Astronomen Cornelis Johannes van Houten, Ingrid van Houten-Groeneveld und Tom Gehrels am Palomar-Observatorium (IAU-Code 675) in Kalifornien entdeckt.
Der Asteroid gehört zur Nysa-Gruppe, einer nach (44) Nysa benannten Gruppe von Asteroiden (auch Hertha-Familie genannt, nach (135) Hertha).
Der Asteroid wurde am 5. Juli 2001 nach dem niederländischen Physiker Dirk Coster (1889–1950) benannt, der 1923 zusammen mit George de Hevesy das Element Hafnium entdeckte.